# Fulano de Tal
Fulano de Tal foi uma banda americana de latin rock formada em 1995 em Miami, Flórida.

## Membros
O membros originais da banda foram Elsten Torres (vocalista, guitarrista, e compositor), Brendan Buckley (baterista e editor de áudio), Julian Adam Zimmon (guitarrista), e Leo Nobre (baixo e backing vocal). John Michael Falcone (baixo e vocal) substituindo Leo em 1996.
O nome da banda é equivalente o termo americano Joe Doe, quer dizer alguma pessoa. O primeiro álbum da banda chamado Normal foi lançado em abril de 1997 pelas gravadoras BMG e RCA. Nesse período, Fulano foi a primeira banda de latin rock a gravar um álbum por uma gravadora de renome. A banda excursionou exaustivamente pelos Estados Unidos e América Latina durante os anos de 1997 and 1999. Em 2000, a banda lançou um novo álbum denominado etc, desta vez por uma gravadora independente, chamada: Radio Vox/DLN.
Também em 2000 a banda terminou, Brendan e Julian juntaram-se a Shakira para um tour com a banda dela. Elsten Torres lançou um álbum chamado Individual em 2006 agora somente com o nome de Fulano, foi seu primeiro trabalho sem a participação dos outros integrantes.

## Discografia
- REVOLUCIÓN de 1994
- Normal de 1997
- Etc. de 2000[2]